# Apodemia walkeri
Apodemia walkeri é uma borboleta na família Riodinidae, nna super-família Papilionoidea (borboletas e capitães). A espécie foi descrita por Frederick DuCane Godman e Osbert Salvin, em 1886. Pode ser encontrada no noroeste da Costa Rica e para o norte através do México. Ela é uma visitante ocasional na parte baixa do Vale do Rio Grande, no sul do Texas. O habitat localiza-se em florestas e matagais subtropicais.
O número MONA ou Hodges de Apodemia walkeri é 4406.